# Leucophyllum laevigatum
Leucophyllum laevigatum là một loài thực vật có hoa trong họ Huyền sâm. Loài này được Standl. mô tả khoa học đầu tiên năm 1924.